# 51 Nemausa
51 Nemausa este un asteroid din centura principală, descoperit pe 22 ianuarie 1858, de A. Laurent.